# 常陸橋
常陸橋（ひたちはし）は、福島県西白河郡中島村にある道路橋である。

## 概要
- 全長：128.8 m
  - 主径間：31.2 m
- 幅員：6.5 m（12.0 m）
- 形式：4径間PC連結ポステンT桁橋
- 竣工：1999年[1]

中島村南端部にて一級河川阿武隈川を渡り、福島県道44号棚倉矢吹線（棚倉街道）を通す。南詰は中島村中島字中川原、北詰は字天神前に位置する。橋の南側には白河市東地区との市村境がある。旧来の茨城街道の道筋に当たり渡船場が置かれていた場所で、北側には川原田宿が、南側には刈敷坂と呼ばれる坂を越えた先に釜子宿がおかれていた。現在の橋梁は1999年に架け替えられたものであり、周辺区間の改良と合わせ全長440 mの常陸橋工区として2月12日に開通したものである。橋上は上下対向2車線で供用されており、上り線側に幅員3.5 mの歩道が設置されている。橋梁の総工費は11億2400万円。

## 沿革
- 1897年（明治30年）9月 - 全長109 m、幅員3.3 mの木橋が架けられる[4]。
- 1911年（明治44年） - 全長130 mの木製桁橋に架け替えられる[5]
- 1958年（昭和33年） - 全長129 m、幅員6 mのRCカンチレバー桁橋に架け替えられる[6]
- 1999年（平成11年）2月12日 - 現在の橋梁が開通する。

## 近隣
- 福島県道11号白河石川線（御斎所街道） - 橋南側にて交差する。

## 隣の橋
- 阿武隈川

（上流） - 細倉橋 - 蕪内大橋 - 常陸橋 - 吉岡橋 - 滑津橋 - （下流）